# Åsa Lindhagen
Pour les articles homonymes, voir Lindhagen.
Åsa Lindhagen, née le 15 mai 1980, est une femme politique suédoise.

## Biographie
Åsa Lindhagen obtient un diplôme en sciences politiques à l'Université d'Uppsala puis un master en ingénierie à l'Université de Linköping.
Le 21 janvier 2019, elle est nommée Ministre de l'Égalité des genres de Suède. Une des batailles de son mandat est de combattre les « crimes d'honneur », dix ans après le meurtre de Fadime Sahindal à Uppsala en 2002.